# Belle da Costa Greene
Belle da Costa Greene   (Alexandria i Washington DC, 13 de desembre de 1883 - Nova York, 10 de maig de 1950) va ser una bibliotecària estatunidenca. Va ser la bibliotecària de J.P. Morgan. Després de la seva mort va dirigir la Pierpont Morgan Library.
Va néixer com a Belle Marion Greener a Alexandria, Virgínia on va créixer fins a la separació dels seus pares. El seu pare era l'advocat Richard Theodore Greener, que va ser degà de la Howard University i el primer home negre titulat a la Universitat Harvard en 1870. La seva mare va canviar el seu nom per “da Costa” al·legant avantpassats portuguesos per a explicar el color fosc de la seva pell i es van mudar a Princeton, on va començar a treballar a la Biblioteca de Princeton. La seva tieta Anada Platt va ser la primera advocada afroamericana d'Illinois.
El 1902, J.P. Morganva contractar Charles Follen McKim perquè li construís una biblioteca al sud de Madison Avenue, ja que la seva col·lecció era prou àmplia per ser objecte d'estudi. Va contractar a Belle da Costa com a bibliotecària personal en 1905 per a aquesta biblioteca. Belle va gastar milions de dòlars en la compravenda de manuscrits, llibres i obres d'art, i també viatjant ostentosament. Es diu que acostumava a muntar la seva pura sang en ple Hyde Park. La descrivien com a franca i intel·ligent i també com a bella i sensual. Compaginava la vida bohèmia amb l'alta societat. Va dir una vegada “Just because I am a librarian, doesn't pixen I have to dress like one.” (Només perquè soc bibliotecària no  em sembla que m'he de vestir com a tal). Acostumava a lluir models de dissenyadors importants i joies a la feina.
El seu paper a la biblioteca la situa al centre del comerç de l'art. Volia convertir la biblioteca Morgan en la millor, segons paraules de Morgan, qui li va llegar una pensió vitalícia de 50.000 dòlars i 10.000 dòlars al mes després de quaranta-tres anys treballant a la biblioteca. Mai es va casar i la seva relació més llarga la va tenir amb Bernard Berenson.